# Nuovi materiali
Nuovi materiali è una collana uscita in tre serie tra il 1974 e il 1983 presso la Giangiacomo Feltrinelli Editore, riprendendo in qualche modo quella dei "Materiali" di alcuni anni prima.

## Titoli della collana

### Opuscoli
Diretta da Pier Aldo Rovatti, la sezione comprese:
1974
- 1. Antonio Negri, Crisi dello Stato-piano, comunismo e organizzazione rivoluzionaria
- 2. Enzo Paci, Fenomenologia e dialettica
- 3. Nicos Poulantzas e Fernando H. Cardoso, Sul concetto di classe
- 4. Rossana Rossanda e Charles Bettelheim, Il marxismo di Mao Tse-tung e la dialettica
- 5. Jacques Rancière, Ideologia e politica in Althusser

1975
- 6. Umberto Curi, Sulla "scientificità" del marxismo
- 7. András Hegedüs e Maria Márkus, Sviluppo sociale e organizzazione del lavoro in Ungheria
- 8. Elman Altvater e Freerk Hulsken, Lavoro produttivo e improduttivo
- 9. Louis Althusser, Elementi di autocritica
- 10. Jürgen Habermas, Lavoro e interazione

1976
- 11. Maurice Godelier, Rapporti di produzione, miti, società
- 12. Norberto Bobbio, Gramsci e la concezione della società civile
- 13. Antonio Negri, Proletari e Stato. Per una discussione su autonomia operaia e compromesso storico
- 14. Gajo Petrovic, Socialismo e filosofia
- 15. Edoarda Masi, Lo stato di tutto il popolo e la democrazia repressiva
- 16. Mario Tronti, Sull'autonomia del politico

1977
- 17. Stefano Merli, L'altra storia. Bosio, Montaldi e le origini della nuova sinistra
- 18. Franco Fistetti, Lenin e il machismo
- 19. Federico Stame, Società civile e critica delle istituzioni

1978
- 20. Johannes Agnoli, Lo Stato del capitale
- 21. Antonio Negri, Il dominio e il sabotaggio. Sul metodo marxista della trasformazione sociale
- 22. Collettivo di "Primo maggio", Moneta, crisi e Stato capitalistico
- 23. Collettivo di "Primo maggio", La tribù delle talpe, a cura di Sergio Bologna
- 24. Gad Lerner, Luigi Manconi e Marino Sinibaldi, Uno strano movimento di strani studenti
- 25. Massimo Cacciari, Hegel e la crisi del politico
- 26. Franco Rella, Il mito dell'altro. Lacan, Deleuze, Foucault
- 27. Luigi Ferrajoli e Danilo Zolo, Democrazia autoritaria e capitalismo maturo

1979
- 28. Lucia Chisté, Alisa Del Re e Edvige Forti, Oltre il lavoro domestico: il lavoro delle donne tra produzione e riproduzione
- 29. Karl Heinz Roth, Autonomia e classe operaia tedesca
- 30. Claus Offe e Gero Lenhardt, Teoria dello stato e politica sociale
- 31. François Ewald, Anatomia e corpi politici. Su Foucault

1980
- 32. Mihály Vajda, Sistemi sociali oltre Marx
- 33. Carlo Formenti, La fine del valore d'uso. Riproduzione, informazione, controllo
- 34. Graziella Cafaro e Marcello Messori, La teoria del valore e l'altro

1981
- 35. Gianni Vattimo, Al di là del soggetto. Nietszche, Heidegger e l'ermeneutico
- 36. Alessandro Dal Lago, La produzione della devianza
- 37. Luisa Muraro, Maglia o uncinetto. Racconto linguistico-politico sulla inimicizia tra metafora e metonimia
- 38. Egle Becchi (a cura di), L'amore dei bambini. Pedofilia e discorsi dell'infanzia
- 39. Robert Castel, Verso una società relazionale: il fenomeno «Psy» in Francia, a cura di Giovanni Procacci
- 40. Niklas Luhmann, Potere e codice politico, introduzione di Gustavo Gozzi

### Saggi brevi
La sezione "Saggi brevi" era diretta da Franco Rella e conteneva:
1980
- Friedrich Hölderlin, Sul tragico, a cura di Remo Bodei
- Aldo Gargani, Stili di analisi
- Philippe Lacque-Labarthe, La melodia ossessiva. Psicoanalisi e musica

1981
- Gianfranco Gabetta, Strategie della ragione. Weber e Freud
- Georg Wilhelm Friedrich Hegel, Aforismi jenensi, a cura di Carlo Vittone
- Mariolina Bongiovanni Bertini, Relazione e metafora. Una lettura di Proust

1982
- Giovanni Pascoli, Il fanciullino, a cura di Giorgio Agamben
- Il cimitero sepolto: un progetto di Arnaldo Pomodoro per Urbino, a cura di Francesco Leonetti
- Arthur Schnitzler, E un tempo tornera la pace..., a cura di Giovanni Lanza
- Mario Perniola, Dopo Heidegger: filosofia e organizzazione della cultura
- Franz Marc, I cento aforismi: la seconda vista, a cura di Renato Troncon

1983
- Giorgio Franck, La passione della notte
- Charles Baudelaire, Su Wagner, a cura di Antonio Prete
- Georg Simmel, Forme e giochi di società: problemi fondamentali della sociologia, a cura di Alessandro Dal Lago
- Jean-François Lyotard, La pittura del segreto nell'epoca postmoderna, Baruchello, a cura di Maurizio Ferraris

### Scritture-letture
La sezione "Scritture-letture" era diretta da Vittorio Fagone, Antonio Porta e Aldo Tagliaferri.
1980
- Peter Handke, Il mondo interno dell'esterno dell'interno
- Nanni Balestrini, Black out
- Filiberto Menna, Critica della critica
- Tommaso Ottonieri, Dalle memorie di un piccolo ipertrofico, con uno scritto di Edoardo Sanguineti

1981
- Renato Barilli, Viaggio al termine della parola. La ricerca intraverbale
- Eugenio Barba, La corsa dei contrari: antropologia teatrale

1982
- Jacques Derrida, Sopra-vivere, a cura di Giovanni Cacciavillani